# Christianne Legentil
Christianne Legentil (* 27. Mai 1992 in Port Mathurin) ist eine mauritische Judoka. Sie gewann bei Afrikameisterschaften vier Silber- und zwei Bronzemedaillen.

## Karriere
Christianne Legentil trat bis 2011 überwiegend in der Gewichtsklasse bis 48 Kilogramm an. 2009 gewann sie in dieser Gewichtsklasse eine Bronzemedaille bei den in Mauritius ausgetragenen Afrikameisterschaften. 2010 in Yaounde belegte sie den fünften Platz.
2011 wurde sie Zweite der U20-Afrikameisterschaften in der Gewichtsklasse bis 52 Kilogramm. Bei den Olympischen Spielen 2012 in London bezwang sie in ihrem Auftaktkampf die damals für Albanien antretende Majlinda Kelmendi, im Viertelfinale unterlag sie der Belgierin Ilse Heylen und in der Hoffnungsrunde der Luxemburgerin Marie Muller, so dass Legentil in der Gesamtwertung den siebten Platz belegte.
Nachdem Legentil bei den Afrikameisterschaften 2013 erneut Bronze gewonnen hatte, erreichte sie 2014 vor heimischem Publikum das Finale und unterlag dann der Tunesierin Hela Ayari. Einen Monat später belegte Legentil den fünften Platz bei den Commonwealth Games in Glasgow. 2015 erreichte sie erneut das Finale der Afrikameisterschaften und unterlag Hela Ayari. 2016 wurde sie Fünfte. Bei den Olympischen Spielen 2016 in Rio de Janeiro bezwang Legentil zunächst Joud Fahmy aus Saudi-Arabien und dann Gili Cohen aus Israel. Nach Niederlagen gegen die diesmal für Kosovo startende Maljinda Kelmendi im Viertelfinale und gegen die Russin Natalja Kusjutina in der Hoffnungsrunde belegte Legentil wie vier Jahre zuvor den siebten Platz. 2017 erreichte Legentil wieder das Finale bei den Afrikameisterschaften und unterlag der Algerierin Meriem Moussa. 2018 wurde sie Fünfte.
2019 wechselte die 1,53 m große Legentil in die Gewichtsklasse bis 57 Kilogramm. Bei den Afrikameisterschaften 2022 in Oran erreichte sie das Finale und verlor gegen die Algerierin Yamina Halata. Zwei Monate später gewann Legentil eine Bronzemedaille bei den Commonwealth Games 2022 in Birmingham.